# Calosoma ceresti
Espèce
Synonymes
- Carabus ceresti Nel, 1987

Calosoma ceresti est une espèce fossile d'insectes coléoptères de la famille des Carabidae.

## Classification
L'espèce Carabus ceresti est décrite par le paléontologue et entomologiste français André Nel (1959-) en 1987,.

### Reclassement en 1989
L'espèce Carabus ceresti est reclassée et amendée en Calosoma ceresti en 1989 par le même André Nel,.

### Étymologie
L'épithète spécifique latine Ceresti vient du lieu de découverte Céreste des trois collections référencés selon Paleobiology Database en 2023.

### Fossiles
Selon Paleobiology Database en 2023, l'espèce a trois collections de fossiles toutes du Rupélien ou Oligocène inférieur de France, du même lieu Céreste dans les Alpes-de-Haute-Provence. Le fossile type est de la collection Nel n° 1582 et correspond à un élytre,. La deuxième collection est celle de la collection Fliche de l'École nationale des eaux et forêts de Nancy, et décrite par Nicolas Théobald en 1937. La troisième collection est la collection privée de M Coullet avec une description en 1986 par André Nel et M. Papazian,.

## Description

### Caractères
La diagnose de Nicolas Théobald en 1937, : 

« Cet Insecte que nous avons décrit d'Aix, est aussi représenté à Céreste. Deux échantillons (F. 81, 82) dans la collection Fliche de l’École des Eaux et Forêts de Nancy montrent la tête, le thorax et les élytres dans un excellent état de conservation. Tête avec mandibules, mâchoires, yeux et antennes ; sur ces dernières on voit que le troisième article est plus grand que le second et fortement comprimé, ce qui confirme qu'il s'agit du g. Calosoma. Élytre d'un bel éclat brun métallique : ornementation finement striée-réticulée avec trois rangées de tubercules, c'est-à-dire identique à Calosoma agassizi Oust.. ».

### Dimensions
L'élytre a une longueur de 15 mm et une largeur de 4,5 mm.

## Galerie
- Quelques espèces vivantes du genre Calosoma.
- Calosoma auropunctatum.
- Calosoma elegans.
- Calosoma inquisitor.
- Calosoma sycophanta.
- Calosoma scrutator par Alejandro Santillana "Insects Unlocked" Project, University of Texas at Austin.
- Calosoma planicolle.
- Calosoma senegalense.

### Publication originale
- [1987] André Nel, « Sur la présence du genre Carabus Linnaeus (1758) dans les Calcaires du Stampien de Céreste (Alpes de Haute Provence) (Coleoptera Carabidae) », L'Entomologiste, vol. 43(5),‎ 1987, p. 243-246.